# Perittopus
Perittopus is een geslacht van wantsen uit de familie beeklopers (Veliidae). Het geslacht werd voor het eerst wetenschappelijk beschreven door Franz Xaver Fieber in 1861.

## Soorten
Het genus bevat de volgende soorten:

- Perittopus asiaticus Zettel, 2001
- Perittopus borneensis Zettel, 2001
- Perittopus breddini Kirkaldy, 1901
- Perittopus campbelli Lundblad, 1933
- Perittopus ceylanicus Zettel, 2001
- Perittopus crinalis Ye, Chen & Bu, 2013
- Perittopus falciformis Ye, Chen & Bu, 2013
- Perittopus horvathi Lundblad, 1933
- Perittopus maculatus Paiva, 1919
- Perittopus rufus Distant, 1903
- Perittopus schuhi Zettel, 2001
- Perittopus sumatrensis Zettel, 2001
- Perittopus vicarians Breddin, 1905
- Perittopus webbi Zettel, 2001
- Perittopus yunnanensis Ye, Chen & Bu, 2013
- Perittopus zhengi Ye, Chen & Bu, 2013
- Perittopus zimmermannae Zettel, 2011